# Intimitäts-Gleichgewichtstheorie
Die Intimitäts-Gleichgewichtstheorie, oder Gleichgewichtstheorie der Intimität (englisch: Equilibrium theory of intimacy) beruht auf der Annahme, dass ein Kompromiss zwischen einer Annäherungs- und einer Vermeidungstendenz in der Interaktion zwischen zwei Personen gesucht wird, der den Sollwert der angenehm erlebten Intimität darstellt. Die Interaktion wird auf unterschiedlichen Kanälen der Kommunikation wie Blickkontakt, Distanz und Ausdrucksverhalten (z. B. Lächeln) vermittelt.
Annäherungstendenzen werden beispielsweise durch das Streben nach Gesellung ausgelöst. Vermeidungstendenzen gehen u. a. auf die Furcht vor Zurückweisung zurück. Eine Abweichung vom Gleichgewicht ruft eine Tendenz zu einem kompensatorischen Ausgleich hervor. Die Gleichgewichtstheorie der Intimität geht auf Argyle und Dean (1965) bzw. Argyle und Kendon (1967) zurück. Eine Weiterentwicklung der Theorie stellt das Erregungsmodell interpersoneller Intimität dar.